# Ardisia sauraujifolia
Ardisia sauraujifolia är en viveväxtart som beskrevs av Pitard. Ardisia sauraujifolia ingår i släktet Ardisia och familjen viveväxter. Inga underarter finns listade i Catalogue of Life.